# Kalkulon 2.0
Kalkulon 2.0 (v anglickém originále Calculon 2.0) je 20. díl 7. řady amerického animovaného seriálu Futurama. Ve Spojených státech měl premiéru 24. července 2013 na stanici Comedy Central a v Česku byl poprvé vysílán 7. ledna 2015 na Prima Cool.

## Děj
Uplynul přesně rok od úmrtí slavného herce Kalkulona, který zemřel v dílu „Zloděj na pytel“. Fry s Benderem se shodli, že od jeho smrti není jejich oblíbený pořad „Velmi křehké obvody“, kde hrál v hlavní roli, to, co kdysi. Frye napadlo, jestli by nějak nemohli Kalkulona přivést zpět k životu. Profesor Farnsworth jim navrhl, že by Kalkulona, jakožto robota, mohli znovu oživit, kdyby získali jeho pozůstatky a duši (software). Bender ihned šel vykopat Kalkulonovo tělo a s Fryem se vydali do robopekla a od Roboďábla si vyžádali Kalkulonovu duši. Oživení proběhlo úspěšně a když Kalkulon uviděl, kdo jej ve Velmi lehkých obvodech nahradil a otestoval si své herecké schopnosti, přistoupil na Fryův nápad jet do Hollywoodu a získat zpět svou roli. U ředitele televize však nepochodil, kvůli tomu, že je jeho způsob hraní příliš „staromódní“. Kalkulon se proto rozhodl zahrát hru pro jednoho „HAL 9000“, kterou před lety napsal. Když však po představení vyšly velmi kritické recenze, ve kterých byla hra označována jako nejhorší v historii, Kalkulon začal litovat, že byl znovu oživen a rozhodl se skončit s herectvím. Když Leela, která k němu byla zpočátku kritická, uslyšela, jak Kalkulon prožívá emoce, rozhodla se, že se mu pokusí znovu získat roli, ale tentokrát v přestrojení. Kalkulon souhlasil a tentokrát to vyšlo. Před natáčením se však Kalkulonovo sebevědomí velmi rychle zvýšilo, což jej opět přivedlo ke stylu hraní, kvůli kterému byl kritizován. Leela si uvědomila, že s takovou to Kalkuon nezvládne a začala jej silně kritizovat, s cílem přimět Kalkulona opět hrát emotivně. To splnilo svůj účel a Kalkulon předvedl jednu ze svých nejlepších scén a odhalil se z přestrojení. Následně na něj však seshora spadla výbava nahrávacího studia a Kalkulon opět zemřel.

## Kritika
The A.V. Club dal tomuto dílu známku A-. Max Nicholson z IGN ohodnotil díl jako „dobrý“ a udělil mu 7,8/10 bodů. „Futurama se tento týden (podruhé) rozloučila s Kalkulonem, přičemž si po celou dobu udržela svůj humor.“ Sean Gandert z magazínu Paste uvedl: „Skvělé bylo, jak Fry a Bender přišli o svého oblíbeného herce a tak se jej rozhodli vzkřísit, […] avšak v posledních dílech Futuramy se vyskytl problém, který se projevil i v tomto díle: vtipy a vůbec nápady jednotlivých dílů na mě zrovna nezapůsobily.“ Nakonec díl ohodnotil 5,6 body z 10.